# L'Argent des autres
L'Argent des autres é um filme dramático francês de 1978 dirigido por Christian de Chalonge e estrelado por Jean-Louis Trintignant, Catherine Deneuve, Claude Brasseur e Michel Serrault. O filme venceu o Prêmio Louis-Delluc e o César de melhor filme e melhor diretor.

## Sinopse
Após ser demitido injustamente de um grande banco acusado de negligência, Henri Rainier descobre que serviu como bode expiatório de um escândalo financeiro de alto nível. Ele começa uma investigação por conta própria na tentativa de limpar seu nome e descobrir quem é o responsável pelo enorme rombo nas finanças do banco. No entanto, Rainier percebe que o inimigo que precisa enfrentar é muito mais poderoso e perigoso do que ele imaginava.

## Elenco
- Jean-Louis Trintignant como Henri Rainier
- Catherine Deneuve como Cécile Rainier
- Claude Brasseur como Claude Chevalier d'Aven
- Michel Serrault como Miremant
- Gérard Séty como De Nully
- Jean Leuvrais como Heldorff
- François Perrot como Vincent
- Umberto Orsini como Blue
- Michel Berto como Duval
- Francis Lemaire como Torrent
- Juliet Berto como Arlette Rivière
- Raymond Bussières como o pai de Claude Chevalier d'Aven

## Prêmios e indicações
| Ano  | Prêmio           | Categoria                            | Recipiente                            | Resultado |
| ---- | ---------------- | ------------------------------------ | ------------------------------------- | --------- |
| 1978 | Louis-Delluc     | Melhor filme                         | Melhor filme                          | Venceu    |
| 1978 | Prix Jean-Le-Duc | Melhor diretor                       | Christian de Chalonge                 | Venceu    |
| 1978 | Prix Jean-Le-Duc | Melhor roteiro                       | Pierre Dumayet                        | Venceu    |
| 1979 | César            | Melhor filme                         | Melhor filme                          | Venceu    |
| 1979 | César            | Melhor diretor                       | Christian de Chalonge                 | Venceu    |
| 1979 | César            | Melhor ator secundário               | Michel Serrault                       | Indicado  |
| 1979 | César            | Melhor roteiro original ou adaptação | Christian de Chalonge, Pierre Dumayet | Indicado  |
| 1979 | César            | Melhor montagem                      | Jean Ravel                            | Indicado  |